# Constantin Brâncuși
Constantin Brâncuși (Hobița, Gorj megye, 1876. február 19. – Párizs, 1957. március 16.) nemzetközi hírű román szobrász, a párizsi iskola tagja.

## Életpályája
Szegényparaszti családban született, hét évesen juhokat őrzött. Már gyermekként kitűnt fafaragói tehetségével. Többször elszökött otthonról apja és bátyjai elől. Kilencévesen a legközelebbi városba költözött, 13 éves korától pedig Craiovában dolgozott fűszeressegédként. Amikor 18 éves lett, a munkaadója beíratta a helyi mesteriskolába. Itt tanult meg írni és olvasni, és 1898-ban kiváló eredménnyel végzett.
Ezt követően beiratkozott a bukaresti Szépművészeti Iskolába, ahol szobrászatot tanult. Egyik legkorábbi fennmaradt műve, amelyet az anatómiatanár irányításával készített, egy mesterien kidolgozott écorché, amelyet a Román Athenaeumban állítottak ki 1903-ban. Noha nem több anatómiai tanulmánynál, már előrevetíti a szobrásznak azt a későbbi törekvését, hogy a külsőségek helyett a lényeget ábrázolja.
1903-ban egy emlékműre kapott megrendelést: Carol Davila orvostábornok szobrát a bukaresti katonai kórházban helyezték el. 1904-ben Brâncuși Münchenbe, majd Párizsba utazott. Itt Antonin Mercié műhelyében dolgozott az École des Beaux-Arts-ban és meghívást kapott, hogy csatlakozzon Auguste Rodin műhelyéhez. Noha csodálója volt Rodinnak, két hónap múlva elhagyta a mestert, mondván hogy „Rien ne pousse à l’ombre des grands arbres” (semmi sem tud megnőni a magas fák alatt). Ezt követően kezdte kifejleszteni azt a stílust, amely híressé tette.
Művei népszerűvé váltak Franciaországban, Romániában és az Egyesült Államokban. A gyűjtők megvásárolták, a kritikusok dicsérték műveit. 1913-ban Brâncuși alkotásait kiállították a Salon des Indépendants-ban és az USA első művészeti kiállításán, az Armory Show-n. Párizsi baráti köréhez olyan hírességek tartoztak, mint Ezra Pound, Henri Pierre Roché, Guillaume Apollinaire, Pablo Picasso, Marcel Duchamp, Henri Rousseau, és Fernand Léger.
Brâncuși bonyolult és misztikus lélek volt, tág érdeklődési körrel. Tehetségesen énekelt és hegedült és szívesen készített hagyományos román ételeket. Ezermesterként fonográfot készített magának, de a bútorainak és eszközeinek jó részét is maga készítette.
1914-ig rendszeresen résztvevője volt bukaresti és párizsi csoportos kiállításoknak. Ebben az időben készültek a Csodamadár, Alvó múzsa és Pogány kisasszony sorozatai. 1914-ben első amerikai kiállítása a Photo Secession Galleryban (New York) óriási hírverést váltott ki. John Quinn amerikai gyűjtő több szobrát is megvásárolta, biztosítva ezzel megélhetését. Ugyanabban az évben a román belügyminisztérium visszautasította a Spiru Haret emlékmű tervezetét, amelyet egy évvel korábban rendelt meg. Brâncuși megtartotta a művet és később a Nárcisz kútja címet adta neki. 1915-ben alkotta első fából faragott szobrait: 2 kariatida, A tékozló fiú. etc. Az 1919-ben Párizsban megjelent „La Roumanie en images” című kötet öt Brâncuși-reprodukciót tartalmazott. 1921-ben az amerikai Little Review folyóiratban Ezra Pound közölt tanulmányt Brâncuși művészetéről.
1938-ban fejezte be első világháborús emlékművét Zsilvásárhelyen. A csend asztala, A csók kapuja és A végtelen oszlopa azoknak a román polgári személyeknek állít emléket, akik 1916-ban szembeszálltak a német megszállással. A zsilvásárhelyi szoboregyüttes utáni 19 évben már csak összesen 15 művet alkotott, amelyben részben korábbi témáit idézte fel. Hírneve növekedésével párhuzamosan egyre inkább visszahúzódott. Utolsó éveiben egy román menekült házaspár gondozta, akiket örököseivé tett. Műhelyét és a benne levő alkotásokat a párizsi Modern Művészetek Nemzeti Múzeumának (Musée National d’Art Moderne) hagyományozta, azzal a feltétellel, hogy a műhelyét abban az állapotban kell megőrizni, ahogy halála napján volt.

Párizsban érte a halál, a Montparnasse temetőben nyugszik.
Művei New Yorkban a Modern Művészet Múzeumában, Bukarestben a Román Nemzeti Múzeumban és Philadelphiában a Művészeti Múzeumban találhatók.